# 尚帕尼亚克德贝莱尔
尚帕尼亚克-德贝莱尔（法語：Champagnac-de-Belair，法語發音：[ʃɑ̃paɲak də bɛlɛʁ]）是法国多尔多涅省的一个市镇，位于该省北部，属于农特龙区。

## 地名
该地名“Champagnac-de-Belair”发音为[ʃɑ̃paɲak də bɛlɛʁ]，“Belair”发音同“Bel-Air”而不是[bəlɛʁ]，《世界地名翻译大辞典》与《世界地名译名词典》将其误译作“尚帕尼亚克-德伯莱尔”。

## 地理
尚帕尼亚克-德贝莱尔（45°23'36"N, 0°41'59"E）面积18.46 平方千米，位于法国新阿基坦大区多爾多涅省，该省份为法国西南部内陆省份，是法國本土面积第三大的省，大致对应佩里戈尔地区，北起顺时针与夏朗德省、上维埃纳省、科雷兹省、洛特省、洛特-加龙省、吉倫特省和滨海夏朗德省接壤。
与尚帕尼亚克-德贝莱尔接壤的市镇（或旧市镇、城区）包括：特兰库河畔孔达、佩里戈尔地区布朗托姆、拉沙佩勒福谢、圣庞克拉斯、坎萨克、维拉尔、康蒂亚克、佩里戈尔地区布朗托姆。
尚帕尼亚克-德贝莱尔的时区为UTC+01:00、UTC+02:00（夏令时）。

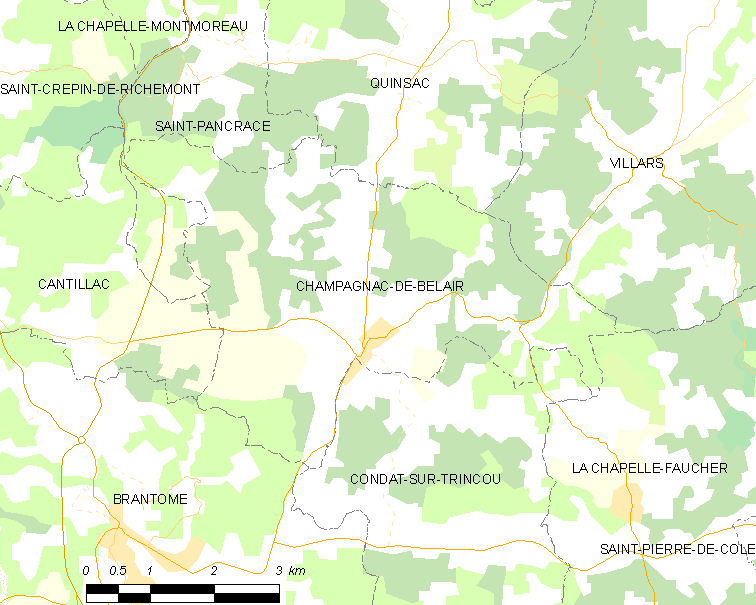
尚帕尼亚克-德贝莱尔的OSM定位图

## 行政
尚帕尼亚克-德贝莱尔的邮政编码为24530，INSEE市镇编码为24096。

## 政治
尚帕尼亚克-德贝莱尔所属的省级选区为佩里戈尔地区布朗托姆县。

## 人口

1962-2008年间尚帕尼亚克-德贝莱尔人口变化图示

尚帕尼亚克-德贝莱尔于2022年1月1日时的人口数量为783人。